# Juan José Zamudio
Juan José Zamudio (San José Iturbide, Guanajuato; 5 de enero de 2002) es un futbolista mexicano, juega como Defensa y su equipo actual es el C. A. La Paz de la Liga de Expansión MX.

## Trayectoria
Formación en Club León
Empezó jugando en las fuerzas básicas del Club León en 2018 con la categoría sub-17, pasando a la sub-20 en 2020.

### Tlaxcala Fútbol Club
A principios de 2023 se incorpora al Tlaxcala Fútbol Club, siendo titular en un empate a 0 ante Atlético Morelia. Su primer gol fue el 6 de mayo de 2023 en la vuelta de los cuartos de final ante Club Deportivo Tapatío.

### Club Atlético La Paz
Para el Apertura 2024 se incorpora al Club Atlético La Paz.